# Janez Kocijančič
Janez Kocijančič (Liubliana, 20 de octubre de 1941-Ibidem., 1 de junio de 2020) fue un político y abogado esloveno. Presidente del Comité Olímpico Esloveno (1991-2014), y Presidente de los Comités Olímpicos Europeos (EOC) (2017-2020).

## Biografía

### Educación
Tras licenciarse en 1965, realizó una maestría en 1974 y se doctoró en 2010 en la Facultad de Derecho de la Universidad de Liubliana. El título de su tesis doctoral fue Pravna doktrina en praksa na področju športa v Evropski uniji (Doctrina legal y práctica en deportes en la Unión Europea). 
Fue presidente del Comité Universitario de la Unión de Estudiantes de la Universidad de Liubliana (1961–1963), presidente del Comité Central de la Liga de la Juventud de Eslovenia (1966–1968) y presidente de la Liga de la Juventud de Yugoslavia (1968 –1971). Fue ministro en el gobierno de Stane Kavčič. Aliado cercano de Kavčič, fue retirado de la escena política tras la caída del gobierno de Kavčič en 1973. En ese momento, hizo una incursión en el mundo empresarial, primero administrando la compañía Interexport y posteriormente como director de Adria Airways (1982-1993).

### Regreso a la política
Kocijančič regresó a la escena política en la década de 1980. Esos años estuvieron marcados por las políticas más liberales de la Liga de los Comunistas. Trabajó en estrecha colaboración con Milan Kučan. Kocijančič lideró la causa de los derechos de la población albanesa en Kosovo. En 1993, la antigua Liga de Comunistas de Eslovenia (Zveza komunistov Slovenije), inicialmente renombrada Partido de la Renovación Democrática (Stranka demokratične prenove, SDP) y más tarde Renovación Socialdemócrata, (Socialdemokratska prenova, SDP), se unió al Partido de los Trabajadores de Eslovenia (Delavska stranka Slovenije), la Unión Socialdemócrata (Socialdemokratska unija, SDU) y dos grupos del Partido Socialista y el Partido Democrático de Pensionistas de Eslovenia para crear la Lista Unida de Socialdemócratas (Združena lista socialnih demokratov, ZLSD). Kocijančič fue elegido líder del partido. No se presentó para jefe del partido después de que su mandato finalizara en 1997 porque el partido no había obtenido un buen resultado en las elecciones, siendo sucedido por Borut Pahor.
En 1993, Kocijančič fue miembro de la primera Asamblea Nacional cuando reemplazó a Rado Bohinc, que había sido nombrado ministro. Durante ese período, fue miembro de los siguientes órganos de trabajo hasta el 7 de febrero de 1996 y después del 28 de mayo de 1996: el Comité de Finanzas y Política Monetaria, el Comité de Relaciones Internacionales y el Comité de Política Interna y Justicia. En 2004 fue cofundador de la asociación política Forum 21.
Falleció en Liubliana el 1 de junio de 2020 a los 78 años víctima de una grave enfermedad.